# Велень (гміна)
Гміна Велень (пол. Gmina Wieleń) — місько-сільська гміна у північно-західній Польщі. Належить до Чарнковсько-Тшцянецького повіту Великопольського воєводства.
Станом на 31 грудня 2011 у гміні проживало 12722 особи.

## Територія
Згідно з даними за 2007 рік площа гміни становила 428.32 км², у тому числі:
- орні землі: 27.00%
- ліси: 65.00%

Таким чином, площа гміни становить 23.69% площі повіту.

## Населення
Станом на 31 грудня 2011:
| Опис     | Загалом | Загалом | Чоловіки | Чоловіки | Жінки | Жінки |
| -------- | ------- | ------- | -------- | -------- | ----- | ----- |
| одиниця  | осіб    | %       | осіб     | %        | осіб  | %     |
| все      | 12722   | 100     | 6273     | 49.31    | 6449  | 50.69 |
| міське   | 6002    | 100     | 2863     | 47.70    | 3139  | 52.30 |
| сільське | 6720    | 100     | 3410     | 50.74    | 3310  | 49.26 |

## Сусідні гміни
Гміна Велень межує з такими гмінами: Вронкі, Дравсько, Кшиж-Велькопольський, Любаш, Тшцянка, Чарнкув, Члопа.